# Bruno Baptista
Bruno Baptista (São Paulo, 24 maart 1997) is een Braziliaans autocoureur.

## Carrière

### Formule 4
Na een tweejarige carrière in het karting maakte Baptista zijn debuut in het formuleracing in het nieuwe Zuid-Amerikaanse Formule 4-kampioenschap. Met vier overwinningen en elf andere podiumplaatsen uit zeventien races werd hij de eerste kampioen in deze klasse met 352 punten.

### Formule Renault 2.0
In 2015 maakte Baptista de overstap naar Europa om deel te nemen aan de Formule Renault 2.0 Alps voor het team Koiranen GP. Met een zesde plaats op de Red Bull Ring als beste resultaat werd hij dertiende in de eindstand met 31 punten. Daarnaast reed hij voor Koiranen en Inter Europol in vier van de zeven raceweekenden van de Formule Renault 2.0 NEC, waarin hij op de 24e plaats in het kampioenschap eindigde, en voor Koiranen en Manor MP Motorsport in vijf van de zeven raceweekenden van de Eurocup Formule Renault 2.0 als gastcoureur.
In 2016 begon Baptista zijn seizoen in de Nieuw-Zeelandse Toyota Racing Series bij het team Victory Motor Racing. Met een zesde plaats op Teretonga Park als beste klassering werd hij elfde in de eindstand met 443 punten. Vervolgens keerde hij terug naar Europa om voor Fortec Motorsports deel te nemen aan een volledig seizoen van de Eurocup Formule Renault 2.0. Twee zesde plaatsen op het Motorland Aragón waren zijn beste resultaten, waarmee hij veertiende werd in het kampioenschap met 28 punten. Daarnaast kwam hij voor Fortec ook uit in een ovolledig seizoen van de Formule Renault 2.0 NEC, waarin hij met een zevende plaats in de seizoensfinale op de Hockenheimring als beste resultaat op de zeventiende positie in het klassement eindigde met 97 punten.

### GP3
In 2017 maakt Baptista de overstap naar de GP3 Series, waarin hij uitkomt voor het team DAMS.